# Karl Laufkotter
Karl Laufkotter (Dusseldorf, 18 de maig de 1899 - Ojai, Califòrnia, 15 de desembre de 1992) fou un tenor alemany.
Va cantar amb companyies a Berlín i Stuttgart i després a nivell internacional entre 1923 i 1950, i s'especialitzà en l'òpera alemanya. Va ser contractat per la Metropolitan Opera el 1936 i va ser un dels tenors líric líder durant una dècada, recorrent per tot el món amb la companyia. El seu paper més famós va ser Mime en Siegfried de Wagner.
També va ensenyar cant des de principis dels anys quaranta fins a finals dels 70 a la Universitat Adelphi de Nova York i a la Universitat del Sud de Califòrnia, entre altres institucions. Va ser nomenat al consell assessor de la Fundació Lauritz Melchior Heldentenor el 1965.
La Temporada 1934-1935 va cantar al Gran Teatre del Liceu de Barcelona.